# دبی مور
دبی مور (انگلیسی: Debbie Moore؛ زاده ۳۱ مهٔ ۱۹۴۶) یک مانکن و کارآفرین اهل انگلستان است.